# Pregunta

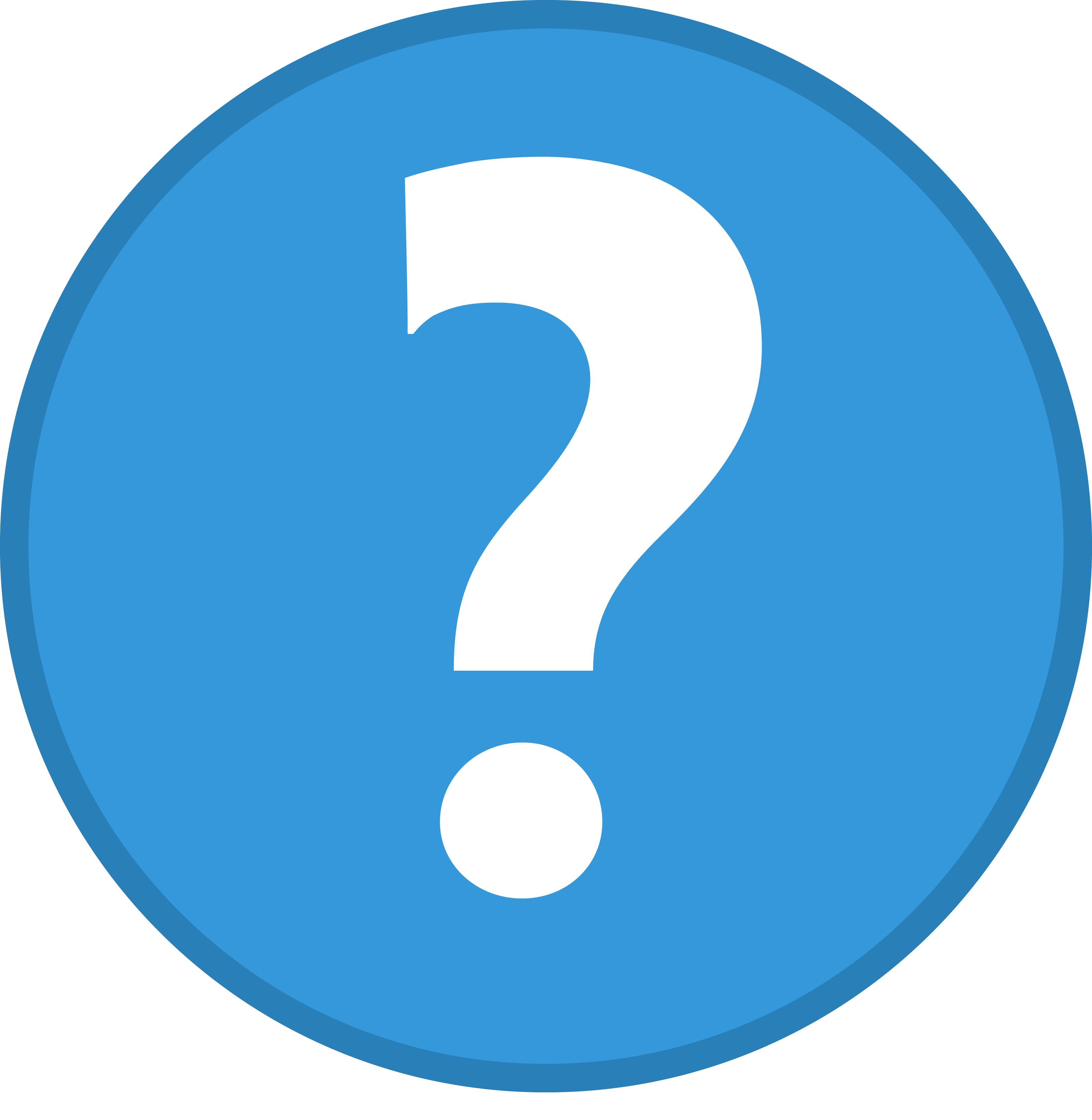
Signo de interrogación, el cual significa a veces "pregunta".

Una pregunta puede ser una expresión lingüística utilizada para realizar una solicitud de información, o el pedido mismo      por la dicha expresión. La información solicitada puede ser provista mediante una respuesta. Todas las preguntas tienen  como finalidad la gestión de conocimiento hacia algún tipo de medio, si bien es cierto, no todas las preguntas hechas por el ser humano tienen una respuesta concreta, en ciertos casos la pregunta se vuelve una iniciativa por saberes a desarrollar, innovar y descubrir.
Las preguntas por lo general son realizadas o formuladas utilizando oraciones interrogativas. Sin embargo las mismas también pueden ser formuladas mediante oraciones imperativas, que incluyen una interrogativa subordinada como por ejemplo: «Dime cuanto es dos más dos»; en forma de conversación, algunas expresiones, tales como «¿Podrías alcanzarme la sal?», si bien tienen la forma gramática de preguntas en realidad hacen las veces de pedidos de acción, no de respuestas. (Una frase de este tipo podría teóricamente también ser considerada no solo como un mero pedido pero como una observación de la voluntad de la otra persona de cumplir con la solicitud recibida).